# Hohe Kameral-Schule zu Lautern
Die Hohe Kameral-Schule zu Lautern (Kaiserslautern) war die älteste kameralistische Fachhochschule Europas.

## Geschichte
Ihre Gründung verdankte die Anstalt den landwirtschaftlichen Reformbestrebungen des ausgehenden 18. Jahrhunderts. Zur Förderung der Imkerei in der Westpfalz entstand 1768 die „Bienengesellschaft“, die sich zur Betonung ihres wissenschaftlichen Charakters ab 1770 „Physikalisch-Ökonomische und Bienengesellschaft“ nannte. Sie bildete die Keimzelle der zunächst privat betriebenen Schule.
Schon 1765 hatte der Geheimrat Joseph Fontanesi seinem Kurfürsten einen Plan zur Industrialisierung der Kurpfalz vorgelegt, ein Reformprojekt im Sinne des Merkantilismus von Jean-Baptiste Colbert, in welchem Zusammenhang er auch zur Ausbildung der Beamtenschaft, die Einführung eines Lehrstuhls für Kameralwissenschaften an der Universität Heidelberg forderte, was schließlich in der Folge zur Gründung der Hohen Kameral-Schule in Kaiserslautern führte. Kameralistik war bis dahin nur an den Universitäten in Halle an der Saale und in Frankfurt an der Oder gelehrt worden. Am 14. Oktober 1774 wurde die Schule in Kaiserslautern eröffnet. Zu Leitern wurden der Mannheimer Arzt und Botaniker Friedrich Casimir Medicus, der bereits der Bienengesellschaft vorstand, und Freiherr von Hautzenberg ernannt. Im ersten Semester besuchten die Schule sechs Studenten. Für die Standortwahl spielte auch das Bestreben, das rückständige Kaiserslautern wirtschaftlich zu fördern, eine Rolle. 
Durch Stiftungsbrief des Kurfürsten Karl Theodor vom 25. August 1777 wurde sie in eine staatliche Lehranstalt für Staats-, insbesondere Kameralwissenschaften umgewandelt und erhielt durch Hofkammererlass vom 6. Juli 1779 das Prädikat "Hohe Schule". Der Besuch wurde nicht nur für die Anwärter der fürstlichen Verwaltung in der Kurpfalz, sondern auch in Hessen-Darmstadt und Hessen-Kassel verpflichtend. Wurde die Hohe Schule anfangs überwiegend von Studenten aus der Pfalz frequentiert, so zog sie nun auch auswärtige Interessenten an, etwa aus Polen und Schweden. 
Seit 1778 lehrte auch der vielseitig gebildete mystisch-spiritualistische Schriftsteller Johann Heinrich Jung-Stilling, der zuvor als Augenarzt wirkte und vor allem durch seine Operationen des Grauen Stars bekannt wurde, als Professor der Landwirtschaft, Technologie, Fabriken- und Handelskunde sowie Vieharzneikunde an der Kameral-Schule.

## Gebäude
Die Gründung der Schule erfolgte im Manufakturhaus in Kaiserslautern, wo auch die Bienengesellschaft ihre Versammlungen abhielt. Später bezog sie das sog. „Hohlesche Haus“ am Rittersberg (im Zweiten Weltkrieg zerstört). Pläne, im Schloss unterzukommen, sind gescheitert. Stattdessen wurde der Schule 1779 das „Pfundsteinsche Haus“ und die „Salpeteranlage“ am Rittersberg übertragen.

## Verlegung nach Heidelberg
1784 wurde die Hohe Kameral-Schule in die Universität Heidelberg integriert und im Palais Freudenberg (heute Palais Weimar) untergebracht. Sie blieb unter dem Namen "Staatswirtschaftliche Hohe Schule" zunächst selbständige Einheit unter der Leitung des bisherigen Direktors Medicus. Erst 1822 wurde die staatswissenschaftliche Sektion der Universität aufgelöst und mit der philosophischen Fakultät vereinigt.